# Ca n'Estruc Vell
Ca n'Estruc Vell és un edifici del municipi d'Esparreguera (Baix Llobregat) que forma part de l'Inventari del Patrimoni Arquitectònic de Catalunya.

## Descripció
És una construcció de caràcter rural orientada cap a sol ponent. Està formada per tres cossos: la masia, un cos central i la galeria. El primer és el més antic i es construí en pedra. Té planta rectangular, estructurada en planta baixa i un sol pis. A la façana principal hi ha un rellotge de sol; la porta és un arc de mig punt adovellat. La part posterior té contraforts exteriors. La coberta és a dues aigües de teula àrab rematada amb ràfec.
El petit cos central serveix de nexe entre l'habitatge i la galeria; l'entrada també és un arc de mig punt adovellat. La galeria és un afegit posterior, una construcció independent de la resta. Aquest edifici ha estat restaurat conservant el seu caràcter original.

## Història
Es tenen notícies per un document que aquest edifici formava part de la donació que el comte Guillem va fer al comte d'Esparreguera de les seves terres el 985. Al segle xvii, aquesta masia era coneguda com el mas Jordà.